# Rogerio Castro Vázquez
Rogerio Castro Vázquez (Cancún, Quintana Roo, 29 de febrero de 1984) es un maestro y político mexicano, militante del Movimiento Regeneración Nacional. Fue diputado federal plurinominal al Congreso de la Unión por Yucatán de 2015-2018, donde presidido la Comisión de Transparencia y Anticorrupción. En 2018 pidió licencia de su cargo legislativo para ser candidato de Morena a la gubernatura de Yucatán, en las elecciones de 2018, declinando finalmente por Joaquín Díaz Mena. Desde el 1 de diciembre de 2018 se desempeña como Secretario General del INFONAVIT.

## Trayectoria docente
Es egresado de la Escuela Normal Superior de Yucatán Antonio Betancourt Pérez. Desde 2007 se ha desempeñado como profesor de Educación pública en los municipios de Oxkutzcab, Peto, Maxcanú, Mérida y Chikindzonot.
En Chikindzonot impartía clases en la comunidad maya de Chan-Chichimilá, localizada a 160 kilómetros de la capital yucateca, en un trayecto que compartía con otros cuatro profesores, una vez a la semana.

## Trayectoria política
Para las elecciones de 2015, Rogerio Castro fue elegido primero en la lista nacional de diputados federales plurinominales de Morena de la tercera circunscripción, mediante el proceso insaculación.
El 24 de agosto de 2015 recibe su constancia de diputado electo y el 29 del mismo mes toma protesta como parte de la LXIII Legislatura del Congreso de la Unión de México.
Como presidente de la Comisión de Transparencia y Anticorrupción, ha manifestado falta de colaboración de los diputados de otros partidos para legislar en dicha materia, así como señalarlos de dejar inerme al Sistema Nacional Anticorrupción.